# Premio Luis Rogelio Nogueras
Premio Luís Rogelio Nogueras: Es uno de los concursos literarios de convocatoria Nacional más importante de Cuba. Patrocinado por el Centro Provincial Promotor de la Literatura y el Libro de Ciudad de La Habana, lleva el nombre de Luis Rogelio Nogueras en homenaje a este poeta, novelista y guionista cubano que muriera relativamente joven. 
De él dijo el poeta y ensayista Alberto Rocasolano en su libro Yo te conozco, amor, de la Editorial José Martí, 1999: “Aunque su poesía no carece de emotividad y experiencias, la nota ingeniosa (a veces de corte quevedesco) es la característica dominante. Se advierte en ella un espléndido manejo del verso libre, y la visión poética es rica en temas y registros, pero siempre se presenta permeada por una fuerte intención lúdrica.” 
Instituido en 1988 en La Habana, este premio se otorga en diferentes categorías: Poesía, Cuento, Novela, Narrativa de Ciencia ficción y Ensayo. 
Este Artículo expone los resultados en el género de poesía. En la segunda, tercera y cuarta convocatoria el premio de esta categoría resultó compartido. Por la situación económico-social del llamado Período Especial en Cuba, no se convocó en los años 1994 y 1998; tampoco se difundió convocatoria de poesía en 2005, y algunos otros subsiguientes, para alternar con el resto de los géneros. 
Destacadas figuras de las letras cubanas han prestigiado los jurados de este certamen como son: César López, Alberto Friol, Antón Arrufat, Reina María Rodríguez, Roberto Méndez, Juana García Abás y Lina de Feria, entre otros.

## Poetas y libros ganadores por año
- 1988 Giraldo Segura Riquenes	  «Isla de Patsmos»
- 1989 Ada Elba Pérez y Judith Pérez  «Apremios» y «Pequeños cantos para un corazón cercano»
- 1990 Alberto Hdez. y Gerardo Fdez.  «Y escribo en el agua» y «El llanto del escriba»
- 1991 Jorge L.Arcos y Raúl Dopico  «Conversación con un rostro nevado» y «El delirio del otoño»
- 1992 Alexis Soto Ramírez	  «Estados de calma»
- 1993 Rito Ramón Aroche	  «Puerta siguiente»
- 1995 Ramón Elías Laffita	  «Contaminados por la sombra»
- 1996 Alessandra Molina	  «Anfiteatro entre los pinos»
- 1997 Rogelio Saunders Chile	  «Observaciones»
- 1999 Víctor Fowler Calzada  «Caminos de piedra»
- 2000 René Rubí Cordoví	  «Rostro, todos los arpegios»
- 2001 Pablo de Cuba Soria	  «De Zaratustra y otros equívocos»
- 2002 Antonio Cairo	  «Variaciones sobre la escritura»
- 2003 José Carlos Sánchez-Lara  «Regiones»
- 2004 Edwin Reyes Zamora	  «Catalepsia»
- 2006 Agnes Fong	  «Con un pez en la boca»
- 2007 Pedro Mendigutía	  «Mensajero de Olofi»
- 2008 Rafael Amador Díaz Pérez  «La inversión de los confines»